# Ллойд Інгрехам
Ллойд Ченсі Інгрехам (англ. Lloyd Chauncey Ingraham; 30 листопада 1874 — 4 квітня 1956) — американський кіноактор і режисер.

## Біографія
Ллойд Інгрехам народився в міста Рошель, штат Іллінойс. Він зіграв у більш ніж 280 фільмах між 1912 та 1950 роками, а між 1913 та 1930 роками зрежисував понад 100 фільмів. Інгрехам відомий ролями у таких фільмах як Скарамуш (1923) та Веселкова долина (1935).
Ллойд Інгрехам помер від запалення легенів у Лос Анджелесі.. Він знявся з Джоном Вейном у таких фільмах як Веселкова долина (1935), Пусті сідла" (1936), На Захід (1935), Самотня стежка (1936) та Конфлікт (1936).

## Вибрана фільмографія

### Актор
- The Chef's Revenge (1915)[4]
- Нетерпимість (1916)
- The Intrusion of Isabel (1919)
- A Front Page Story (1922)
- Скарамуш (1923)
- The Chorus Lady (1924)
- Так довго Летті (1929)
- Місяць Монтани (1930)
- The Naughty Flirt (1931)
- The Lady Who Dared (1931)
- The Widow in Scarlet (1932)
- Хрестоносець (1932)
- Revenge at Monte Carlo (1933)
- Золото привидів (1934)
- Peck's Bad Boy (1934) (uncredited)
- Between Men (1935)
- Trail of Terror (1935)
- The Ghost Rider (1935)
- Frontier Justice (1935)
- Вершник закону (1935)
- Timber War (1935)
- Gun Smoke (1936)
- Hearts in Bondage (1936)
- The Border Patrolman (1936)
- Самотня стежка (1936)
- The Gambling Terror (1937)
- Riders of the Dawn (1937)
- The Feud Maker (1938)
- Reformatory (1938)
- Marshal of Mesa City (1939)
- 20 Mule Team (1940)
- Colorado (1940)
- Thundering Hoofs (1942)
- Strictly in the Groove (1942)
- First Comes Courage (1943)
- The Merry Monahans (1944)
- На захід від Ріо Гранде (1944)
- Конфлікт на Фронтирі (1945)

### Режисер
- The Missing Links (1916)
- Hoodoo Ann (1916)
- Stranded (1916)
- American Aristocracy (1916)
- Casey at the Bat (1916)
- The Children Pay (1916)
- Nina, the Flower Girl (1917)
- An Old-Fashioned Young Man (1917)
- Charity Castle (1917)
- Her Country's Call (1917)
- The Eyes of Julia Deep (1918)
- Rosemary Climbs the Heights (1918)
- Wives and Other Wives (1918)
- The Amazing Impostor (1919)
- The Intrusion of Isabel (1919)
- The House of Intrigue (1919)
- What's Your Husband Doing? (1920)
- Mary's Ankle (1920)
- Let's Be Fashionable (1920)
- The Jailbird (1920)
- Подвійне ліжко (1920)
- Old Dad (1920)
- Дівчина в таксі (1921)
- Lavender and Old Lace (1921)
- Keeping Up with Lizzie (1921)
- At the Sign of the Jack O'Lantern (1922)
- The Veiled Woman (1922)
- Second Hand Rose (1922)
- Going Up (1923)
- Премія краси (1924)
- The Lightning Rider (1924)
- No More Women (1924)
- Soft Shoes (1925)
- Midnight Molly (1925)
- Hearts and Fists (1926)
- Don Mike (1927)
- Silver Comes Through (1927)
- Jesse James (1927)
- Arizona Nights (1927)
- The Pioneer Scout (1928)
- The Sunset Legion (1928)
- Kit Carson (1928)
- Northern Frontier (1935)